# 吉良義周
吉良 義周（きら よしちか/よしまさ）は、江戸時代前期の高家旗本。米沢藩4代藩主・上杉綱憲の次男として生まれ、祖父である吉良義央の養子となり高家吉良家を継ぐが、元禄15年12月14日（1703年1月30日）の赤穂事件で、赤穂浪士らに義央を討たれて自身も重傷を負う。その後、江戸幕府から事件当日の対応が「仕方不届」であることを理由に改易されて配流先の諏訪藩で21歳にて病死、高家吉良家は断絶した。

## 生涯

### 幼少期
貞享3年（1686年）2月22日に出羽国米沢藩4代藩主・上杉綱憲の次男春千代として誕生。綱憲は吉良義央の嫡男であったが、母・富子が上杉綱勝の妹であった関係から綱勝急逝後に上杉家を継いでいた。その後、吉良家では義央の次男・三郎が嫡男となったが、貞享2年（1685年）に夭折した。代わりに上杉春千代を養子とする願いを提出し、元禄2年12月9日（1690年1月19日）に許可され、春千代は吉良左兵衛義周と名を改めると、元禄3年4月16日（1690年5月24日）、米沢城から江戸鍛冶橋の吉良邸に入った。時に5歳。

### 吉良家の相続
元禄9年11月21日（1696年12月5日）、5代将軍・徳川綱吉に初御目見する。
元禄14年3月14日（1701年4月21日）、義父（祖父）義央が浅野長矩から殿中刃傷を受け、12月12日（1702年1月9日）、義央は事件の影響で隠居した。
これに伴い、義周が吉良家を相続して表高家に列した。

### 赤穂事件と改易
赤穂浪士らによる本所吉良邸への討ち入り（赤穂事件）があった元禄15年12月14日（1703年1月30日）の際、義周は18歳であった。義周も薙刀をとって応戦したが、武林隆重に面と背中を斬られてそのまま気絶した。重傷を負った義周は不破正種に薙刀を奪われたが、その場に放置されて殺害されることはなかった。
事件後吉良家は、すぐに家臣の糟谷平馬を使者とし、赤穂浪士による討ち入りの旨を老中・稲葉正通邸に届け出ている（『検使宛吉良左兵衛口上書』）。
年が明けて元禄16年2月4日（1703年3月20日）、幕府評定所に呼び出された義周は、荒川定昭や先手組猪子一興に付き添われながら、麻布邸を出て評定所に出頭し、大目付仙石久尚より、当日の対応に際する義周の「仕方不届」を理由に吉良家は改易の上、義周は信濃国諏訪藩藩主諏訪忠虎の国元での預け処分が申し渡された。幕府は、義央は刃傷事件の際「内匠（浅野長矩）に対し卑怯の至り」で、赤穂浪士討ち入りの時にも「未練」のふるまいであったので、「親の恥辱は子として遁れ難」いと断じているが、これは赤穂浪士の討ち入りを踏まえて、刃傷事件の時は特にお咎めのなかった義央の処分を実質的に訂正したものであった。
予め預人を渡される際の指図を幕府から受けていた諏訪藩は、前もって評定所前に藩士を派遣しており、義周の身柄は徒目付により引き立てられ、諏訪藩士に引き渡された。義周は網の掛けられた乗り物（罪人用の籠）に乗せられて、本所にあった諏訪藩邸へ移送された。

### 配流生活と死去

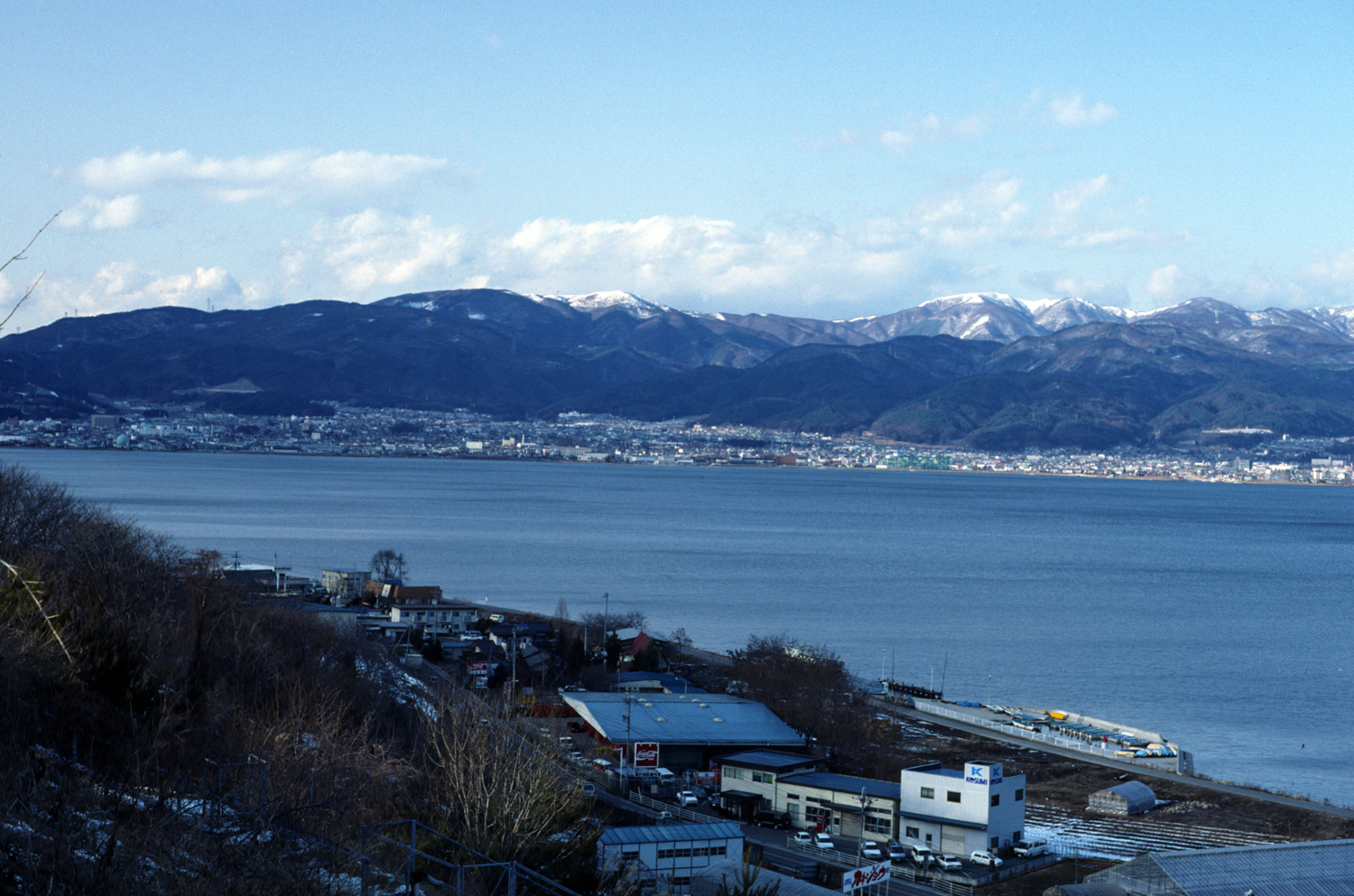
長野県諏訪市の諏訪湖

元禄16年2月11日（1703年3月27日）、義周は諏訪藩士130名に護送されて江戸を出発し、預かり先の信濃国諏訪藩へ向かった。随行の家臣は左右田孫兵衛重次と山吉盛侍の2名のみ、また荷物も長持3棹と葛籠1個だけであった。

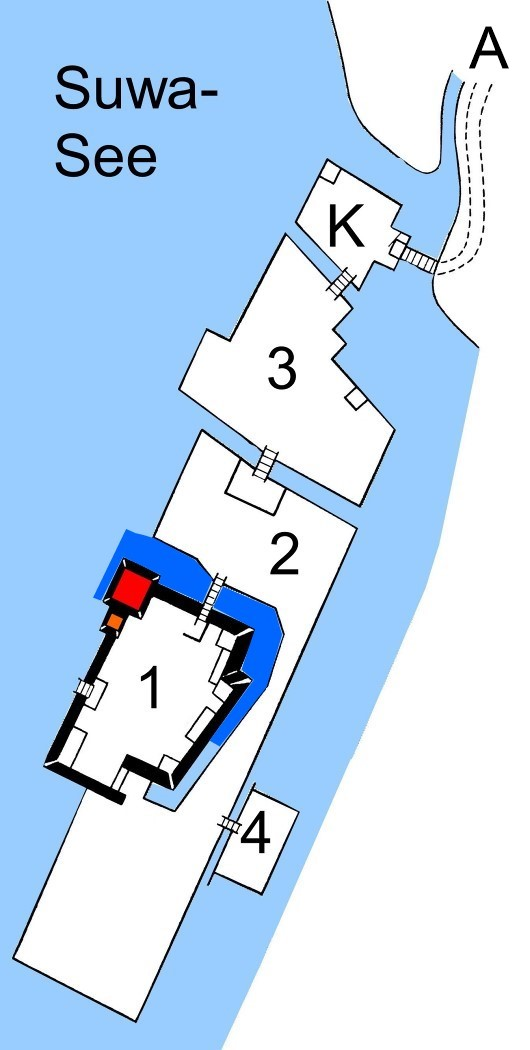
高島城本丸、二ノ丸、三の丸図解。右下の「4」の部分が松平忠輝預り屋敷のために増設された「南の丸」部分。以降、数々の配流者をここで預かった。

2月16日夕方に諏訪高島城下に到着した。諏訪家では高島城南丸の屋敷を改装して預かり屋敷にしたが、義周は一時的に城内の志賀満矩宅に入れられた。この南丸と屋敷は、天和3年（1683年）夏まで松平忠輝を預かっていた屋敷であり、諏訪家は何度か幕府に伺いを立てて南丸の預かり屋敷を完成させ、義周が南丸に移されたのは4月16日のことだった。
諏訪藩内では吉良義周や左右田、山吉の居場所について緘口令が敷かれ、吉良義央や上杉家の批評も禁じられた。一方で高い身分であった義周は｢左兵衛様｣と敬称されていた。たばこや衣類、蚊帳は許されたが、通信はすべて検閲された。自殺を防ぐ目的から、義周の前へ出る者は扇や小刀も番所へ預けさせられた。
「左兵衛様さかやき髭段々長く成り候」と左右田や山吉が諏訪藩に申し出たが、小さな鋏で摘むことがやっと許され、かみそりは許可されなかった。ただし、諏訪藩の記録に「一、左兵衛様が、爪を切る時、鋏を使う時は、利兵衛、猶右衛門、八左衛門、八郎兵衛（いずれも藩士の名前）の一人以上が付き添うこと。」とあるので定期的に髪や爪を切っていた模様である。同記録には他に「左兵衛様の部屋に炬燵を置けるように申し付けた」「菓子を江戸から届けてもらいたい」「疝気が起こり延川雲山に診てもらったところ軽い容体であったが、油断なきように」など細かな配慮が記されている。
義周は配所で絵や書を良くしたが、元来病弱であり、しばしば病気になった。宝永3年1月19日（1706年3月3日）に危篤に陥り、20日（4日）に死去。享年21。
義周の遺骸は塩漬けにされ、防腐処理が施されたが腐臭が強かったため、よくあることではあるが香を大量に焚くなどして防臭に努めた。同年2月4日（3月18日）、幕府から遣わされた石谷清職の検死を受けた後、諏訪の法華寺に土葬された。遺臣の左右田孫兵衛・山吉盛侍の両名は義周の遺言により、義周の石塔を自然石で立てて欲しいとして、代金3両を法華寺に納めている。現在、同寺に自然石の墓と供養塔が残る。また、諏訪大社にも墓があり、義周の手になる書碑も建っている（画像集を参照）。
義周の死により、三河西条吉良家は断絶した。

## 人物
華道は池坊流立花（りっか）と抛入（なげいれ）、能は金剛流を嗜んだ。「華道の芯とは葉にて花を包む心持にて活かし、花が中心に立ちて左右長短の枝が相応する」と津軽侯継嗣の華会で述べている。

## 後史

### 蒔田家の吉良への復姓
赤穂事件以来、三河吉良家は断絶したが、武蔵吉良家（奥州管領家）の蒔田義俊（1420石の高家）が吉良への復姓を願い出て宝永7年（1710年）2月15日にこれが許された。

### 吉良家の「再興」
また三河吉良家の分家の旗本（500石）だった東条家当主東条義孚が享保8年（1723年）に吉良への復姓を幕府に願い出て認められた。
武蔵吉良家・旧東条家の吉良家とも明治維新まで続き、維新後は士族となった。後者は大正元年（1912年）に吉良義道が死去した後はどうなったか不明である。

### 遺臣のその後

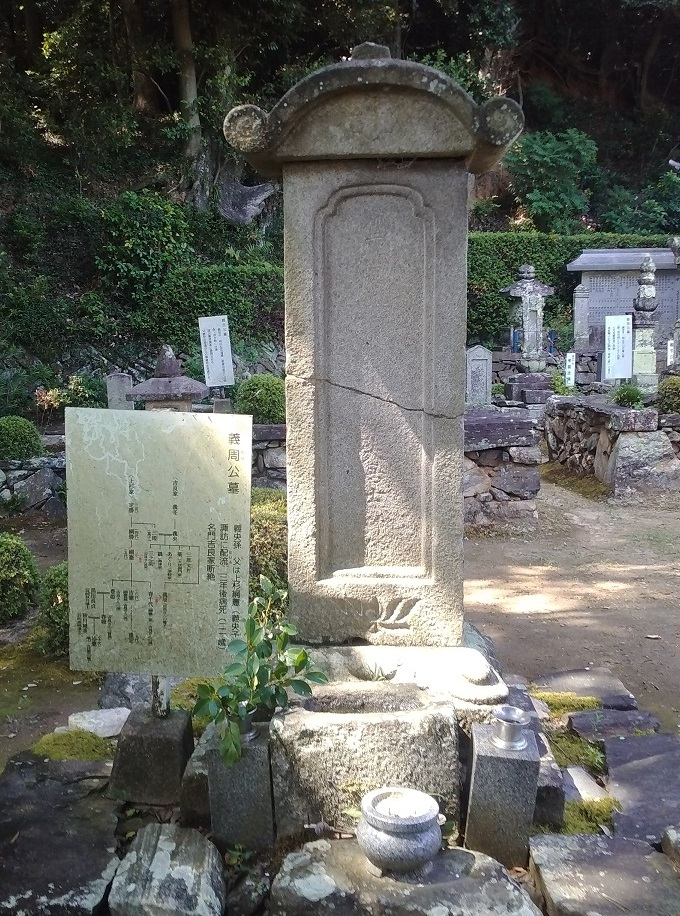
西尾市華蔵寺の義周の墓

吉良家の家臣で、義周の配流にも随行した左右田重次と山吉盛侍は若くして病死した義周の分まで長生きしたが、その生きざまは対照的でもあった。
- 吉良家家老であった左右田重次は、義周の死後に三河吉良へ戻り、還暦を過ぎてなお数多の仕官の口があったがいずれも断り、同地にて余生を送り、享保8年（1723年）2月29日に88歳にて生涯を閉じる。三河の吉良家菩提寺・華蔵寺にも義周の墓を建立している。
- もと米沢藩士であった山吉盛侍は義周が死去すると米沢藩に再仕官し、三十人頭に就任し200石を領した。内政や外交に優れた能吏であった[注釈 2]。宝暦3年（1753年）7月28日、死去。享年83。仍孫に福島県令を務めた山吉盛典がいる[注釈 3]。

### 現況
2018年（平成30年）6月、「吉良義周公慰霊会」により「吉良義周公木造坐像」が制作され、開眼供養の上で諏訪法華寺の本堂奥の間に安置され、毎歳忌が営まれている。右手に笏を持った黒色の束帯姿で、大きく吉良家の家紋「五三の桐」が表わされている。

## 居城
- 岡山陣屋 - 高家吉良氏の陣屋。「吉良陣屋」とも。
- 姫山陣屋 - 岡山陣屋の支城。市指定史跡[21]。
- 藤岡陣屋（上野国） - 藤岡には現地代官が派遣され統治。

## 江戸屋敷
- 鍛冶橋吉良邸（上屋敷） - 元禄11年（1698年）9月6日まで。現在はパシフィックセンチュリープレイス丸の内。千代田区丸の内1-11-1。
- 呉服橋吉良邸（同） - 元禄14年（1701年）8月19日まで[22]。敷地は約2700坪あり、上杉綱憲（義周の実父）が建築費２万5000両余を提供している[23]。現在は大丸グラントウキョウノースタワーが建つ。千代田区丸の内1-9-1。
- 本所吉良邸（同） - 元禄赤穂事件当夜に、義周が在邸し重傷。墨田区両国3-13-9。
- 麻布谷町吉良家中屋敷 - 現在の六本木1丁目[24]。
- 麻布一本松吉良家下屋敷 - 現在の元麻布大黒坂・一本松坂。敷地は約1600坪。向かい側に増上寺隠居所（萬治二年までは麻布氷川神社[注釈 4]）があった[25]。現在の屋敷跡にはオーストリア大使館・大法寺など。一本松坂を進むと御神木「一本松」が現存。のち有馬・東条ら旗本屋敷になる。港区元麻布1-1-10～20。
- 砂町銀座小名木川吉良家抱屋敷（蔵屋敷） - 父・義央に因む「上野（こうづけ）堀通り」の地名が残る。現在の北砂三丁目（西大島駅から10分）。

## 菩提寺・神社
- 萬昌院功運寺 - 江戸における吉良家の菩提寺。内藤忠勝に斬殺された永井尚長や赤穂藩主・永井直敬ら歴代永井家の墓もある。東京都中野区。
- 華蔵寺 - 吉良家の菩提寺。愛知県西尾市吉良町。
- 花岳寺 - 東条吉良家の菩提寺。同じく西尾市吉良町。
- 法華寺 - 本堂奥に「吉良義周公の墓」説明板および義周の墓・供養碑と、隣に吉良家臣寄進の自然石による石塔。説明板は吉良家の所領があった吉良町（現・西尾市吉良町）によるもので、文面には「義周公未だ赦されず、ひとり寂しくここに眠る…世論に圧されて、いわれなき無念の罪を背負い…悶々のうちに若き命を終えた。公よ、あなたは元禄事件最大の被害者であった」と、義周への深い同情が綴られている[26]。長野県諏訪市。
- 諏訪大社 - 参道入口に鳥居と「吉良義周公墓所」案内板、上社本宮に義周の墓。同じく諏訪市。

## 著作
- 『吉良家日記』 - 義冬・義央・義周にわたる吉良家の日記。朝廷や殿中での作法なども記載。
- 『吉良懐中抄』 - 義央までの部分が、山鹿素行により書写され松浦家・津軽家などに伝わる。
- 『禁中式目』 - 上杉家に伝わる[27]。
- 『吉良躾之書』 - 義央の隠居後、義周が一部加筆。

## 遺品
- 「後柏原天皇宸翰御消息」 - 国・重要文化財（書跡）。花岳寺所蔵。写しが吉良図書館「吉良家文書」[28]。
- 『吉良流伝書』 - 宮参、躾、衣冠束帯、宮仕、刀脇差、小袖、献立、陰陽之理、日用礼など詳細に述べたもの。全百四十五巻。三河吉良氏絶家[注釈 5]ののち高家吉良家（蒔田流）に伝わる。
- 『吉良流二百五十箇条目録』 - 当時の武家の上流社会における心得・教養・礼儀作法を箇条書きに記したもの。全四巻。同・蒔田流に伝わる。
- 書芸『三十六歌仙』 - うち「柿本人麻呂」が義周書碑として諏訪大社に建造されている。
- 銀飾紋入長刀「播磨守初代藤原忠国」[29] - 不破正種により泉岳寺に運ばれたが、不破の遺品と共に住職が売却してしまい所在不明。

## 画像集

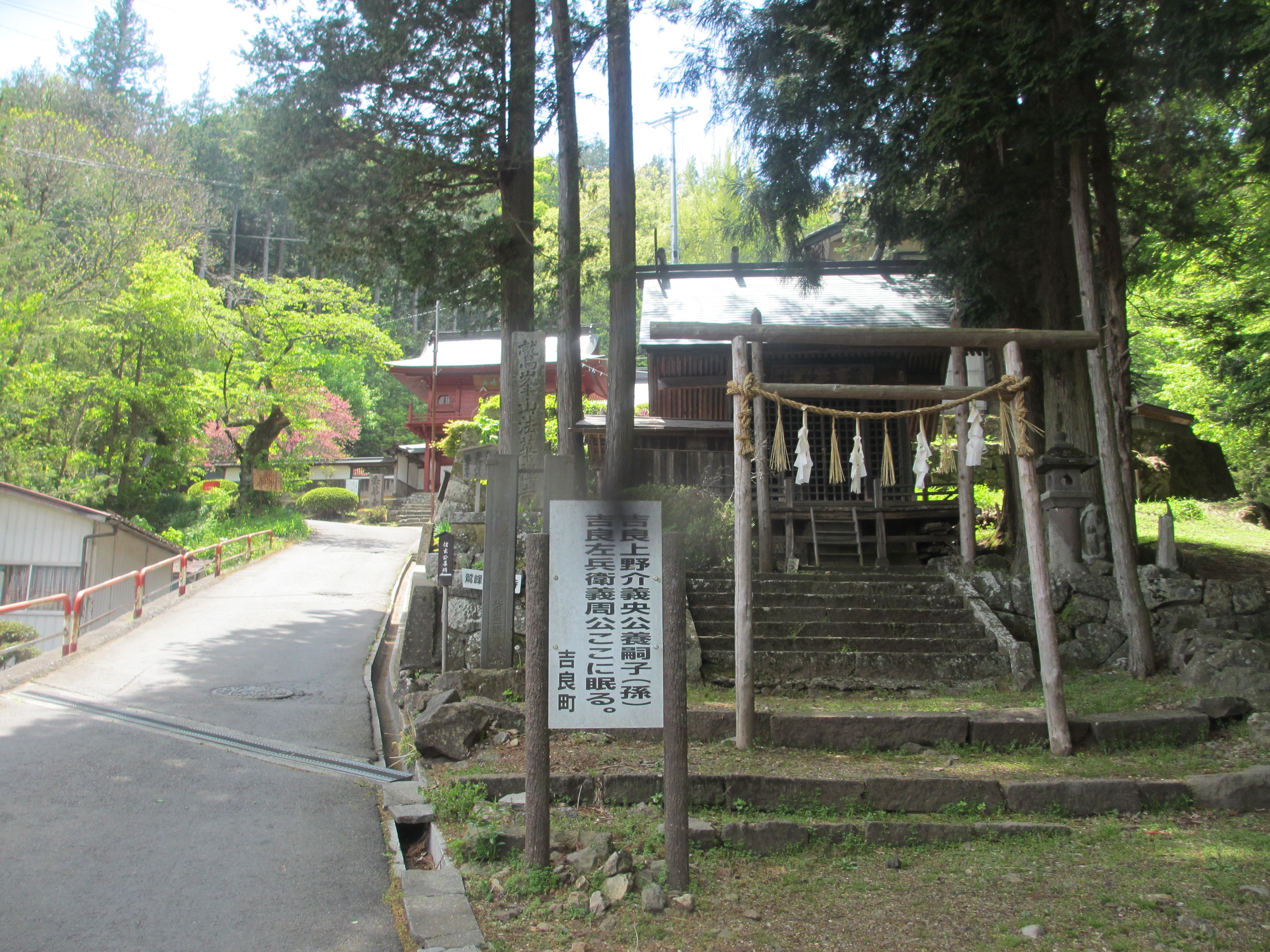
吉良義周公墓所案内板（諏訪大社上社本宮、参道入口南鳥居左側）
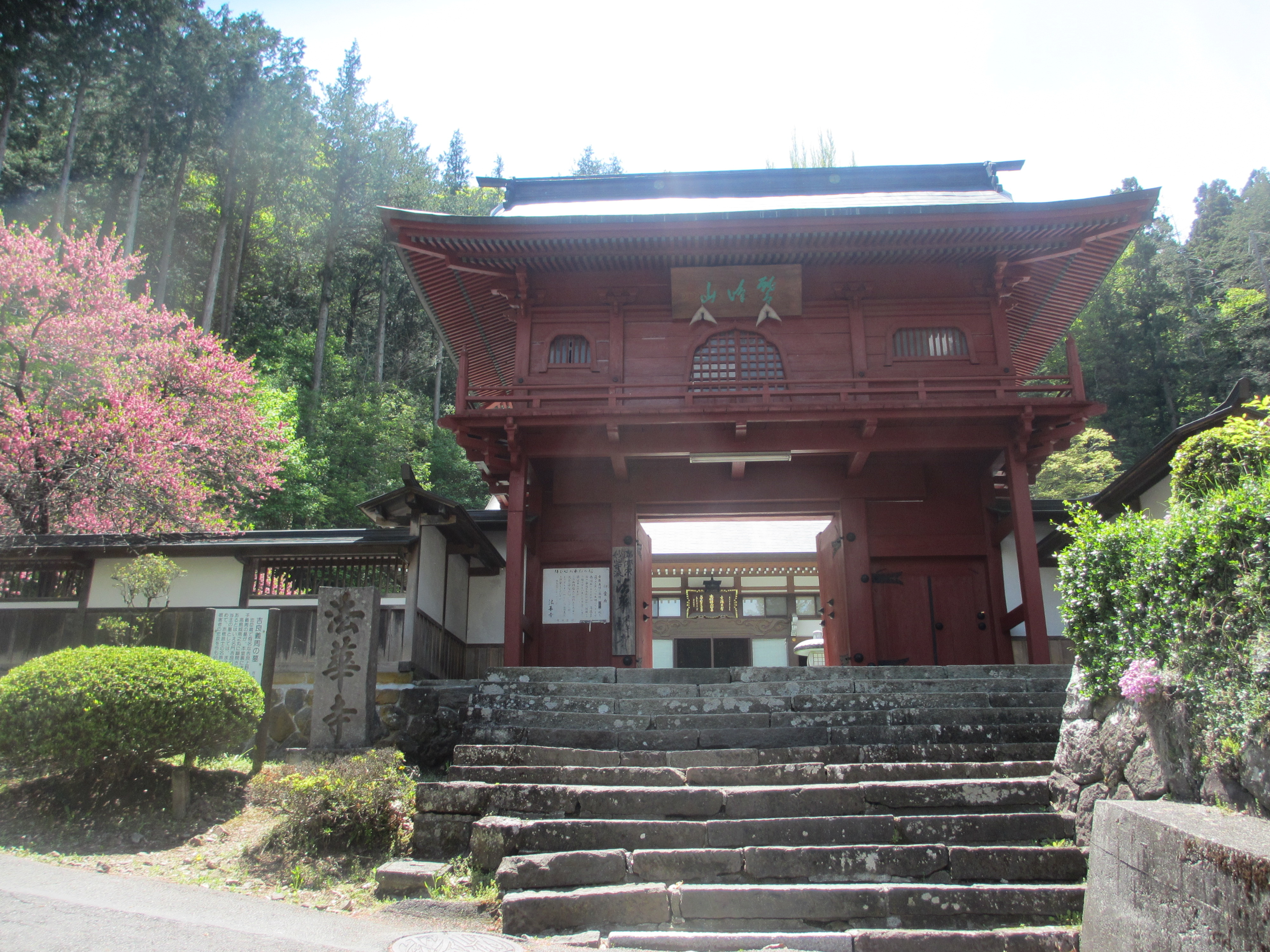
法華寺山門(最寄JR茅野駅、案内板から少し上る＋解説板）
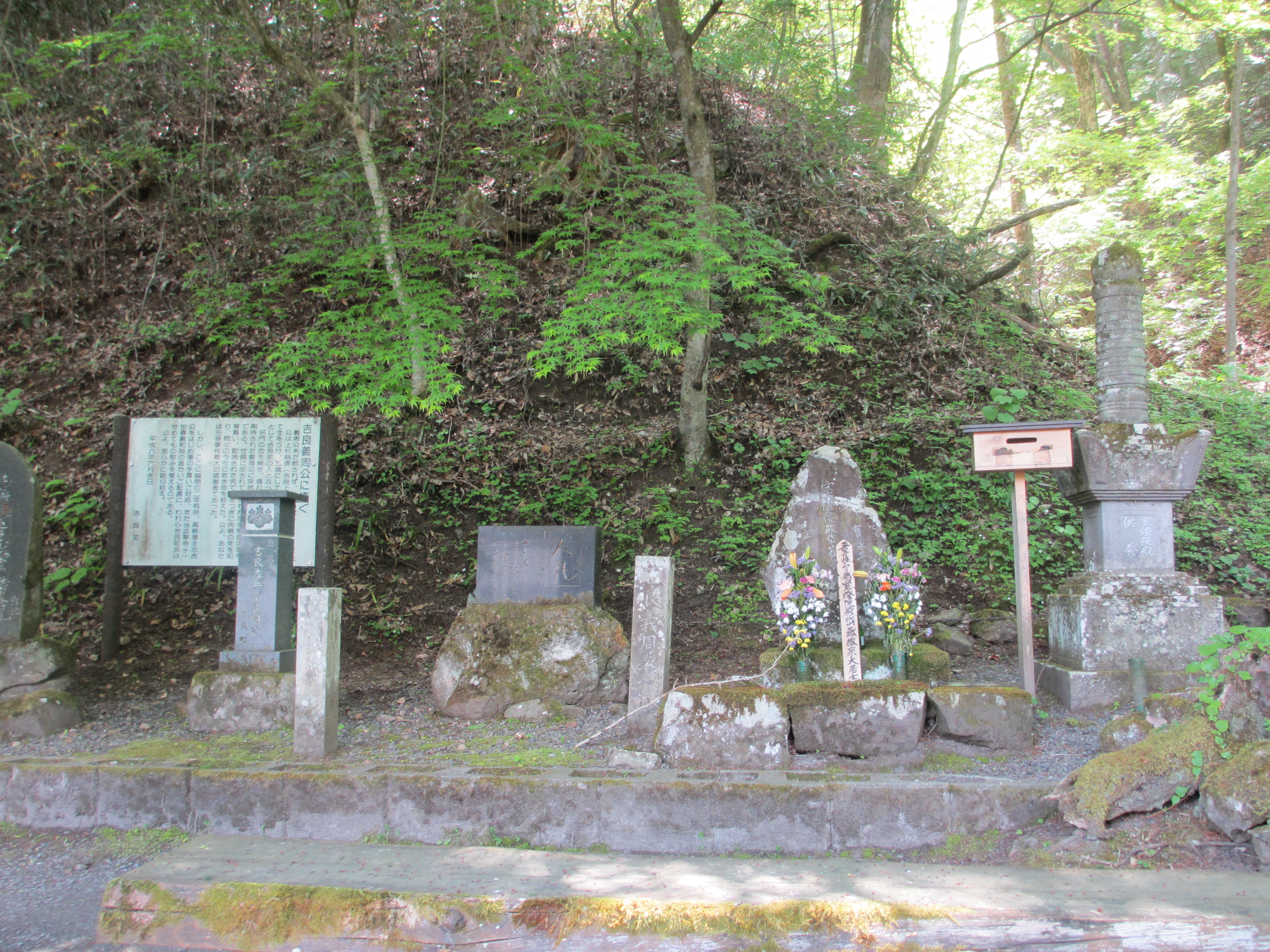
吉良義周公の墓＋説明板(本堂から裏山石段登る）

## 吉良義周を演じた人物
- 赤穂浪士（1964年、NHK）：山岸勝
- 元禄太平記（1975年、NHK）：山中康仁
- 元禄繚乱（1999年、NHK）：谷野欧太→滝沢秀明
- 大忠臣蔵（1971年、テレビ朝日）：中村米吉
- 大忠臣蔵（1989年、テレビ東京）：御木裕